# Yokosuka P1Y
Die Yokosuka P1Y Ginga (japanisch 銀河, „Galaxie“, alliierter Codename „Frances“) war ein zweimotoriger landgestützter Bomber, der während des Zweiten Weltkriegs für die Kaiserlich Japanische Marine entwickelt wurde. Sie war der Nachfolger der Mitsubishi G4M.

## Entwicklung
Die P1Y wurde vom Ersten Marineluftfahrttechnischen Arsenal in Yokosuka aufgrund einer Ausschreibung der Marine für ein Flugzeug mit der Geschwindigkeit einer Zero, der Reichweite einer G4M, einer Bombenzuladung von einer Tonne und der Verwendungsmöglichkeit sowohl als Sturzbomber als auch als Torpedobomber gebaut. Das Ergebnis zeigte ein Übermaß an Komplexität und war schwierig zu bauen und zu bedienen. Probleme mit dem Nakajima-Homare-Triebwerk führten zu einem Austausch gegen den Mitsubishi Kasei.
Der Erstflug erfolgte im August 1943. Nakajima baute 1.002 Flugzeuge dieses Typs.
Die Nachtjäger-Version, die P1Y2-S Kyokko (極光, „Aurora“) wurde mit einem Radargerät sowie nach oben und vorne feuernden 20-mm-Kanonen ausgerüstet. Kawanishi baute 97 Flugzeuge dieses Typs. Wegen ungenügender Höhenleistung gegenüber den US-amerikanischen Boeing-B-29-Bombern wurden viele davon jedoch wieder zu Ginga-Bombern umgebaut.

## Versionen
- Prototypen: sechs Flugzeuge mit Homare-NK9C-11-Triebwerken, 1044 kW (1820 PS).

- P1Y1 Ginga (Milchstraße) Modell 11, landgestützter Marinebomber: erstes Serienmodell

- P1Y1 Ginga Kai Modell 11 Spezial: modifizierte Variante zur Aufnahme einer Yokosuka MXY-7 Ohka „Baka“ (Modell 22).

- P1Y1-S Byakko (weißes Licht), Marine-Nachtjäger: bewaffnet mit vier 20-mm-Kanonen Typ 99, die schräg nach oben feuerten (Schräge Musik), sowie einem 13-mm-Maschinengewehr Typ 2 als Abwehrbewaffnung im Heck.

Mit Radar ausgerüstete P1Y

- P1Y2-S Kyokko (Aurora) Marine-Nachtjäger: weitere Nachtjägerversion mit dem neuen Triebwerk Mitsubishi MK4T-A Kasei 25a, 2044 kW (1850 PS). Bewaffnet mit zwei schräg nach oben feuernden 20-mm-Kanonen Typ 99 und einem 13-mm-Maschinengewehr Typ 2 als Abwehrbewaffnung im Heck.

- P1Y2 Modell 16: Umbauten aus vorherigen Nachtjägern

- P1Y1a/P1Y12a: ähnlich wie P1Y1/P1Y2 mit einer 20-mm-Kanone Typ 99 vorne in der Kabine und einem 13-mm-Maschinengewehr Typ 2 als Abwehrbewaffnung im Heck.

- P1Y1b/P1Y2b: Version mit Waffenturm auf dem Rumpfrücken, der mit zwei 13-mm-Maschinengewehren Typ 2 ausgerüstet war, und einer 20-mm-Kanone Typ 99 vorne in der Kabine.
- P1Y1c/P1Y2c: ähnlich wie P1Y1b/P1Y2b jedoch mit einem 13-mm-Maschinengewehr Typ 2 anstelle der Kanone in der Kabine.

- P1Y3-P1Y6: andere Triebwerke und Turbolader, nur projektiert.

Gesamtproduktion:
1.002 oder 1.098 Flugzeuge

## Technische Daten
| Kenngröße                 | Daten (P1Y1a) |
| ------------------------- | --- |
| Besatzung                 | 3 |
| Länge                     | 15,00 m |
| Spannweite                | 20,00 m |
| Höhe                      | 4,30 m |
| Flügelfläche              | 55 m² |
| Flügelstreckung           | 7,3 |
| Leermasse                 | 7.265 kg |
| Startmasse                | 13.500 kg |
| Flächenbelastung          | 245 kg/m² |
| Triebwerke                | 2 × Nakajima Homare |
| Triebwerkstyp             | 18-Zylinder-Sternmotor |
| Leistung                  | 1.361 kW (1.850 PS) |
| Höchstgeschwindigkeit     | 547 km/h |
| Steigrate                 | 706 m/min |
| Gipfelhöhe                | 9.400 m |
| Reichweite                | 5.370 km |
| Verhältnis Leistung/Masse | 0,20 kW/kg |
| Bewaffnung                | 1 × bewegliche 20-mm-Kanone Typ 99 im Bug 1 × bewegliches 13-mm-Maschinengewehr Typ 2 als Abwehrbewaffnung im Heck max. 1.000 kg Bomben oder 1 × Lufttorpedo |